# Mimegralla solomonis
Mimegralla solomonis är en tvåvingeart som beskrevs av Willi Hennig 1935. Mimegralla solomonis ingår i släktet Mimegralla och familjen skridflugor. Inga underarter finns listade i Catalogue of Life.